# Back from the Dead (album de Spinal Tap)
Pour les articles homonymes, voir Back from the Dead.
Albums de Spinal Tap
Break Like the Wind
(1992)
Back from the Dead est un album du groupe de heavy metal fictif Spinal Tap. Il sort le 16 juin 2009, et il s'agit de la première sortie, sous le nom de Spinal Tap, depuis l'album Break Like the Wind sorti en 1992.
Le groupe Spın̈al Tap s'est réuni en occasion et en honneur du 25e anniversaire de l'album Break Like the Wind.

## Composition du groupe
- Michael McKean (David St.Hubbins) : guitare, chœurs et piano
- Christopher Guest (Nigel Tufnel) : guitare, mandoline, sitar et chœurs
- Harry Shearer (Derek Smalls) : basse et chœurs
- C. J. Vanston : claviers
- Gregg Bissonette : batterie

## Invités
- Parker Posey : cris sur Back from the Dead
- Jo Pusateri, Glen Berger et Chris Tedesco : percussion, saxophone et trompette sur (Funky) Sex Farm
- Glenn Brown : mixage sur Rock 'N' Roll Nightmare
- Glen Berger : flûte, ténor et saxophone sur (Listen To The) Flower People (Reggae Style)
- John Mayer, Phil Collen et Steve Vai : solos de guitare sur Short and Sweet

## Liste des chansons de l'album
| 1.      | Tonight I'm Gonna Rock You Tonight (version originale sur This Is Spinal Tap)                                 | Guest, McKean, Shearer et Reiner              | 2:42 |
| 2.      | Back from the Dead (sortie une première fois en ligne en 2000)                                                | Guest, McKean, Shearer et Vanston             | 4:06 |
| 3.      | (Funky) Sex Farm (version originale sur This Is Spinal Tap)                                                   | Guest, McKean, Shearer et Reiner              | 4:30 |
| 4.      | Rock 'n' Roll Creation (version originale sur This Is Spinal Tap)                                             | Guest, McKean, Shearer et Reiner              | 5:05 |
| 5.      | Jazz Oddyssey I                                                                                               | Guest, McKean, Shearer, Vanston et Bissonette | 2:19 |
| 6.      | Gimme Some Money (version originale sur This Is Spinal Tap)                                                   | Guest, McKean, Shearer et Reiner              |      |
| 7.      | Rock 'n' Roll Nightmare (version originale tirée de la série télévisée)                                       | Guest, McKean et Shearer                      |      |
| 8.      | Heavy Duty (version originale sur This Is Spinal Tap)                                                         | Guest, McKean, Shearer et Reiner              |      |
| 9.      | America (version originale sur This Is Spinal Tap)                                                            | Guest, McKean, Shearer et Reiner              |      |
| 10.     | Jazz Oddyssey II                                                                                              | Guest, McKean, Shearer, Vanston et Bissonette |      |
| 11.     | (Listen to the) Flower People (Reggae Style) (version originale sur This Is Spinal Tap)                       | Guest, McKean, Shearer et Reiner              |      |
| 12.     | Hell Hole (version originale sur This Is Spinal Tap)                                                          | Guest, McKean, Shearer et Reiner              |      |
| 13.     | Big Bottom (version originale sur This Is Spinal Tap)                                                         | Guest, McKean, Shearer et Reiner              |      |
| 14.     | Celtic Blues (version originale sur The Return of Spinal Tap)                                                 | Guest, McKean et Shearer                      |      |
| 15.     | Jazz Oddyssey III                                                                                             | Guest, McKean, Shearer, Vanston et Bissonette |      |
| 16.     | Warmer Than Hell (sortie initiale en 2007)                                                                    | Guest, McKean, Shearer et Vanston             |      |
| 17.     | Stonehenge (version originale sur This Is Spinal Tap)                                                         | Guest, McKean, Shearer et Reiner              |      |
| 18.     | Short and Sweet                                                                                               | Guest, McKean, Shearer et O'Toole             |      |
| 19.     | Cups and Cakes (version originale sur This Is Spinal Tap)                                                     | Guest, McKean, Shearer et Reiner              |      |
| 20.     | (Liste to the) Flower People (2009) (exclusivité Amazon MP3 pour les États-Unis, le Royaume-Uni et le Canada) | Guest, McKean, Shearer et Reiner              |      |
| 20.     | Sex Farm (2009) (exclusivité iTunes)                                                                          | Guest, McKean, Shearer et Reiner              |      |
| 20.     | Saucy Jack (exclusivité de SpinalTap.com)                                                                     | Guest, McKean, Shearer et Reiner              |      |
| 1:06:07 | |                                               |      |